# Polen i olympiska vinterspelen 1976
Polen deltog med 56 deltagare vid de olympiska vinterspelen 1976 i Innsbruck. Ingen av landets deltagare erövrade någon medalj.